# DNS mediante HTTPS
DNS mediante https (DoH, siglas en inglés de DNS over https) es un protocolo de seguridad para realizar una resolución remota del sistema de nombres de dominio (DNS) a través del protocolo https. Uno de los objetivos del método es aumentar la privacidad y la seguridad de los usuarios mediante la prevención de las escuchas ilegales y la manipulación de los datos del DNS a través de ataques de intermediario. A partir de marzo de 2018, Google y la Fundación Mozilla están probando versiones de DNS mediante https. Cloudflare está trabajando con Mozilla y afirman que destruyen todos los datos DNS diariamente.
Además de mejorar la seguridad, otro objetivo del DNS mediante https es mejorar el rendimiento: las pruebas de los resolutores DNS de ISP han demostrado que en muchos casos tienen tiempos de respuesta sorprendentemente lentos, un problema que puede multiplicarse aún más por la necesidad de resolver muchas direcciones para ofrecer un único servicio, como la carga de una página web.

## Detalles técnicos
DNS mediante HTTPS es el estándar RFC 8484 bajo el IETF. Utiliza HTTP/2 y HTTPS, y admite los datos de respuesta DNS de "formato cableado", tal como se devuelven en las respuestas UDP existentes, en una carga útil HTTPS con el tipo MIME application/dns-message. Si se usa HTTP/2, el servidor también puede usar HTTP/2 server push para enviar valores que el cliente puede encontrar útiles de antemano.